# Oh, Weatherly
Oh, Weatherly war eine 2014 gegründete Pop-Punk-Band aus Dallas, Texas.

## Geschichte
Oh, Weatherly wurde im Jahr 2014 durch den Sänger Blake Roses in Dallas im Bundesstaat Texas gegründet. Schnell fand er in Joshua Marsac einen Gitarristen und mit Andrew Cope einen Schlagzeuger. In dieser Konstellation spielte die Band ein Demotape ein. Kurz darauf wurde mit Dallas Matthews ein weiterer Gitarrist in die Band aufgenommen.
Im März 2016 wurde Oh, Weatherly vom Independent-Label We Are Triumphant Records unter Vertrag genommen, worüber die EP Long Nights and Heavy Hearts erschien. Zu dieser Zeit hatte die Band mit mehreren Besetzungswechseln zu kämpfen, so dass lediglich Sänger Roses und Leadgitarrist Matthews aus der Ursprungsbesetzung verblieben sind. Mit Angel Bedoy, Beau Harris und Jackson Bailey wurden ein neuer Rhythmusgitarrist, ein Bassist und ein neuer Schlagzeuger in die Gruppe aufgenommen. Bailey wurde allerdings etwas später durch Colton Lakey am Schlagzeug ersetzt.
Auch wechselte die Band ihre Plattenfirma. Oh, Weatherly unterschrieb im Oktober 2017 einen Kontrakt mit Hopeless Records. Über dieses Label erschien 2017 die zweite EP Make You Bright mit fünf Titeln. Auch wurde Long Nights and Heavy Hearts mit zwei zusätzlichen Titeln erneut aufgelegt. Im Juli des Jahres 2018 erfolgte schließlich die Herausgabe des Debütalbums Lips Like Oxygen, das von Mayday-Parade-Schlagzeuger Jake Bundrick co-produziert wurde, über Hopeless Records.
Zwischen dem 6. und 21. April 2018 tourte Oh, Weatherly als Vorband für The Funeral Portrait durch die Vereinigten Staaten, wobei die Gruppen auf zwei Konzerten außerdem von Sworn In begleitet wurden. Im Oktober und November gleichen Jahres absolvierte die Gruppe abermals eine Konzertreise durch die Staaten, dieses Mal mit This Wild Life als Vorband für Mayday Parade.
Ende November 2019 gab Sänger Blake Roses das Ende der Gruppe bekannt. Dies begründete er unter anderem mit seinem psychischen Gesundheitszustand, welche sich negativ auf die Arbeit an neuer Musik auswirkte.

## Stil
Die Musik von Oh, Weatherly ist klar im Pop-Punk zu verorten. James MacKinnon vom britischen Kerrang! schrieb am 25. Juli 2018, dass die Gruppe tiefergreifende Pop-ähnliche Hooklines mit einigen emotionalen Funken versehen. Als musikalische Referenzen werden Gruppen wie Mayday Parade, With Confidence und Sleep on It genannt. In einem Artikel im britischen Rock Sound nennt Sänger Jake Roses Blink-182, Pierce the Veil, Mayday Parade, Sleeping with Sirens, Taking Back Sunday und Icarus Account als musikalische Einflüsse.

## Diskografie
- 2014: Demotape (Demo, Eigenproduktion)
- 2016: Long Nights and Heavy Hearts (EP, We Are Triumphant Records, 2017 bei Hopeless Records neu aufgelegt)
- 2017: Make You Bright (EP, Hopeless Records)
- 2018: Lips Like Oxygen (Album, Hopeless Records)